# Lorenzo Williams (Basketballspieler, 1984)
Lorenzo Williams (* 8. November 1984 in Lake Village, Arkansas) ist ein US-amerikanischer Basketballspieler. Er spielt als so genannter „Combo Guard“ im Backcourt. Nach dem Studium in seinem Heimatland begann Williams eine Karriere als Profi, die ihn zunächst 2008 nach Deutschland zum Regionalligisten BC Weißenhorn führte. Anschließend spielte Williams auch erstklassig in der Slowakei, wo er 2008 Meister werden konnte, sowie in Ungarn, der Ukraine und Lettland, wo er 2014 Meister werden konnte. Nachdem er bereits in der Basketball-Bundesliga 2009/10 auch in Deutschland für die Gießen 46ers erstklassig gespielt hatte, kehrte er zur Basketball-Bundesliga 2014/15 nach Deutschland zurück und spielt dort für die Eisbären Bremerhaven.

## Karriere
Williams machte in Killeen in Texas seinen Schulabschluss und ging anschließend zum Studium an die Rice University, wo er für die Hochschulmannschaft Owls ab 2003 zunächst in der Western Athletic Conference (WAC) der NCAA spielte. Die Owls, die seit 1970 nicht mehr in der landesweiten NCAA-Endrunde vertreten waren, konnten sich 2004 und 2005 für das National Invitation Tournament qualifizieren, bei dem sie jeweils bereits in der ersten Runde ausschieden. Anschließend wechselten die Owls in die Conference USA, in der sie ihre Saisonbilanzen jedoch nicht verbessern konnten und landesweite Endrundenteilnahmen verpassten. Während Williams’ Mannschaftskamerad Morris Almond anschließend im Entry Draft der am höchsten dotierten Profiliga NBA ausgewählt wurde, hatte Williams Schwierigkeiten, ein professionelles Engagement zu finden. Im November 2007 wurde er im Draft der NBA Development League (D-League) von den Anaheim Arsenal ausgewählt, doch er entschied sich schließlich, seine professionelle Karriere in Europa zu starten und absolvierte kein Meisterschaftsspiel in der D-League.
Im Januar 2008 unterschrieb Williams sein erstes professionelles Engagement beim Klub aus Weißenhorn in der Regionalliga. Bereits wenige Wochen später wechselte er März 2008 in die Slowakei zum Erstligisten aus Pezinok. Mit diesem Verein gewann er am Saisonende die slowakische Meisterschaft. In der folgenden Saison verlor man als Titelverteidiger das entscheidende fünfte Spiel in der Finalserie gegen den Verein aus Nitra um Williams’ Landsmann Eugene Lawrence. Für die Basketball-Bundesliga 2009/10 kehrte Williams nach Deutschland zurück, wo er diesmal in der höchsten Spielklasse für die LTi 46ers aus Gießen spielte. Die Gießener, die im Vorjahr nur durch den Erwerb einer Wildcard die Klasse gehalten hatten, erreichten mit zehn Saisonsiegen den 14. Tabellenplatz und direkten sportlichen Klassenerhalt.
Zur Saison 2010/11 wechselte Williams nach Ungarn, wo er für Zalakerámia ZTE KK aus Zalaegerszeg spielte. Vor Saisonende wechselte er als zu diesem Zeitpunkt bester Vorlagengeber der ungarischen Liga im Februar 2011 in die Basketball Superliga Ukraine zu Chimik nach Juschne, die am Saisonende nach einer schwachen Saison mit 16 Siegen in 48 Spielen den vorletzten Platz belegten. Williams kehrte anschließend in die ungarische Liga zurück und spielte für Atomerőmű SE aus Paks. In seiner zweiten Saison für diesen Verein erreichte man als Hauptrundenzweiter die Play-off-Halbfinalserie gegen Titelverteidiger Szolnoki Olaj KK, die statt der Hauptrunde in Ungarn in der adriatischen ABA-Liga gespielt hatten. Dieser Mannschaft unterlag man im fünften und entscheidenden Spiel der Serie knapp nach Verlängerung. Anschließend bekam Williams für die Saison 2013/14 ein Engagement beim lettischen Vizemeister aus Ventspils. Als Titelverteidiger der Baltic Basketball League scheiterte man etwas überraschend bereits im Viertelfinale gegen den späteren Titelgewinner KK Šiauliai. In der nationalen Meisterschaft hingegen konnte man Titelverteidiger VEF Riga mit vier Siegen in fünf Spielen der Finalserie deutlich bezwingen.
Für die Basketball-Bundesliga 2014/15 wurde Williams dann von den Eisbären aus Bremerhaven zurück nach Deutschland geholt. Nach schlechtem Saisonstart wurde Trainer Calvin Oldham entlassen und durch Muli Katzurin ersetzt. Nach weiteren Nachverpflichtungen erreichten die Eisbären auf dem 15. und viertletzten Platz noch den Klassenerhalt. In der folgenden Basketball-Bundesliga 2015/16 wiederholte sich dies, als Trainer Katzurin nach schlechtem Saisonstart durch seinen Assistenten Chris Harris und zum Saisonende schließlich durch Sebastian Machowski ersetzt wurde. Für die Eisbären reichte es erneut nur zu einem 15. Platz. Williams verließ anschließend den Verein und wechselte noch einmal ins Baltikum zum Verein Lietkabelis aus Panevėžys in Litauen, der mit einer Wildcard auch im internationalen Vereinswettbewerb EuroCup 2016/17 startet. Bei den Litauern spielt Williams unter anderem mit den erfahrenen Zwillingsbrüdern Darjuš und Kšyštof Lavrinovič sowie Mindaugas Lukauskis zusammen.